# Rudolf Pernický
Rudolf Pernický (1. července 1915, Krhová – 21. prosince 2005, Praha) byl československý voják, příslušník československé zahraniční armády působící během druhé světové války ve Velké Británii, velitel výsadku Tungsten. Byl též prvním předsedou Konfederace politických vězňů.

## Mládí
Narodil se 1. července 1915 v Krhové u Valašského Meziříčí na úpatí Moravskoslezských Beskyd. Otec Rudolf byl řídícím učitelem, matka Božena, rozená Blažková, byla v domácnosti. Měl dvě sestry.
Absolvoval obecnou školu ve Lhotce nad Bečvou a v roce 1934 maturoval na gymnáziu ve Valašském Meziříčí. V témže roce vstoupil dobrovolně (i přes přání svých rodičů, aby se stal učitelem) do československé armády. Byl odeslán k dělostřeleckému pluku do Olomouce. Po absolvování školy pro důstojníky byl odeslán do Hranic. Po ukončení základní prezenční služby setrval v další činné službě. Od 1. září do 15. října 1937 studoval v Hranicích na Vojenské akademii, kterou ukončil v hodnosti poručíka dělostřelectva. Poté byl odeslán k dělostřeleckému pluku v Hranicích, kde setrval až do 1. května 1939. Poté, co byl z armády propuštěn hledal cestu na Západ.

## V exilu
26. června 1939 odešel do Polska. Po krátkém pobytu v táboře odplul 29. července do Francie. Po podpisu závazku do Cizinecké legie byl odvelen do Tunisu. Po vypuknutí války byl v Agde prezentován do československé zahraniční armády a přidělen k dělostřeleckému pluku. Bojů o Francii se ale jeho útvar nezúčastnil. Po porážce Francie hitlerovským Německem se evakuoval v roce 1940 do Velké Británie.
Ve Velké Británii byl zařazen k dělostřeleckému pluku. Po povýšení do hodnosti nadporučíka dělostřelectva 28. října 1940 byl zařazen do výcviku pro plnění zvláštních úkolů. Od 21. února do 27. března 1942 absolvoval sabotážní kurz a parakurz. Poté začal působit při MNO jako instruktor střelby a sabotáže. Tuto funkci vykonával až do 21. května 1944, přičemž sám absolvoval kurzy průmyslové sabotáže, dokončovací kurz a kurz sabotážní chemie. 22. května 1944 si při opakovacím kurzu zlomil zápěstí. Po vyléčení absolvoval kurzy pro příjem letounů a obsluhy radiomajáku Eureka. Po ukončení výcviku byl 24. září přesunut do Itálie. Zde byl také 28. října povýšen do hodnosti kapitána dělostřelectva.

## Nasazení
Jako velitel paraskupiny byl spolu s rotmistrem Leopoldem Musilem 21. prosince 1944 – po předchozím neúspěšném pokusu – vysazen u obce Libenice u Kutné Hory, téměř 100 km od plánované pozice. Oba parašutisté absolvovali vyčerpávající sedmidenní pochod sněhem pokrytým terénem až na kontaktní adresu u Nového Města na Moravě. Zbytek války následně působil na Českomoravské vrchovině, kde vyhledával plochy pro příjem materiálu, zásilky s materiálem přijímal a v závěru války, po vypuknutí povstání v oblasti, jako velitel řídil akce povstalců proti německé armádě.

## Po válce
Po osvobození se hlásil na MNO, kde posléze působil v II. odboru. 1. srpna 1945 byl povýšen na majora. Od června 1946 začal studovat Vysokou válečnou školu (tu dokončil v červnu 1948). Mezitím se v září 1947 oženil (15. května 1949 se mu narodil syn Rudolf). Po ukončení vysoké školy válečné působil jako přednosta I. oddělení na velitelství 14. divize.
Již 2. listopadu 1948 byl ale zatčen a 13. března 1949 ve vykonstruovaném procesu odsouzen Státním soudem v Praze k dvaceti letům těžkého žaláře, odnětí hodnosti a titulů, ztrátě vyznamenání a občanských práv na 10 let pro trestné činy velezrady, úklady proti republice a neoznámení trestného činu. Trest odpykával nejprve na Borech a v Opavě a poté téměř osm let pracoval v různých uranových dolech (včetně Jáchymova či Bytíze). V roce 1960 byl při hromadné amnestii propuštěn, ve vězení strávil 11,5 roku. Pracoval v cihelně v Libčicích a poté jako skladník v drogerii. Od roku 1968 pracoval jako referent na Úřadu předsednictva vlády a v roce 1970 odešel do důchodu. Od svého propuštění až do roku 1989 byl sledován StB.

## Po sametové revoluci
V roce 1990 mu byly vráceny všechny vojenské pocty a byl povýšen do hodnosti plukovníka. O rok později byl jmenován generálmajorem ve výslužbě a byl mu vrácen titul inženýr.
V letech 1990 až 1992 byl předsedou Konfederace politických vězňů a poté byl jejím čestným předsedou. Poslední roky svého života trávil v Domově pro válečné veterány a i přes své chatrné zdraví (dlouhodobé problémy s cukrovkou) se v posledním roce pustil do boje proti zrušení tohoto útočiště pro válečné veterány. Svou bojovnost projevil i během předávání nejvyššího státního vyznamenání Řádu Bílého lva na podzim 2005, kam se osobně dostavil přesto, že se o dva týdny dříve musel podrobit složité operaci – amputaci nohou.
Zemřel 21. prosince 2005 v den 61. výročí svého seskoku na území Protektorátu.

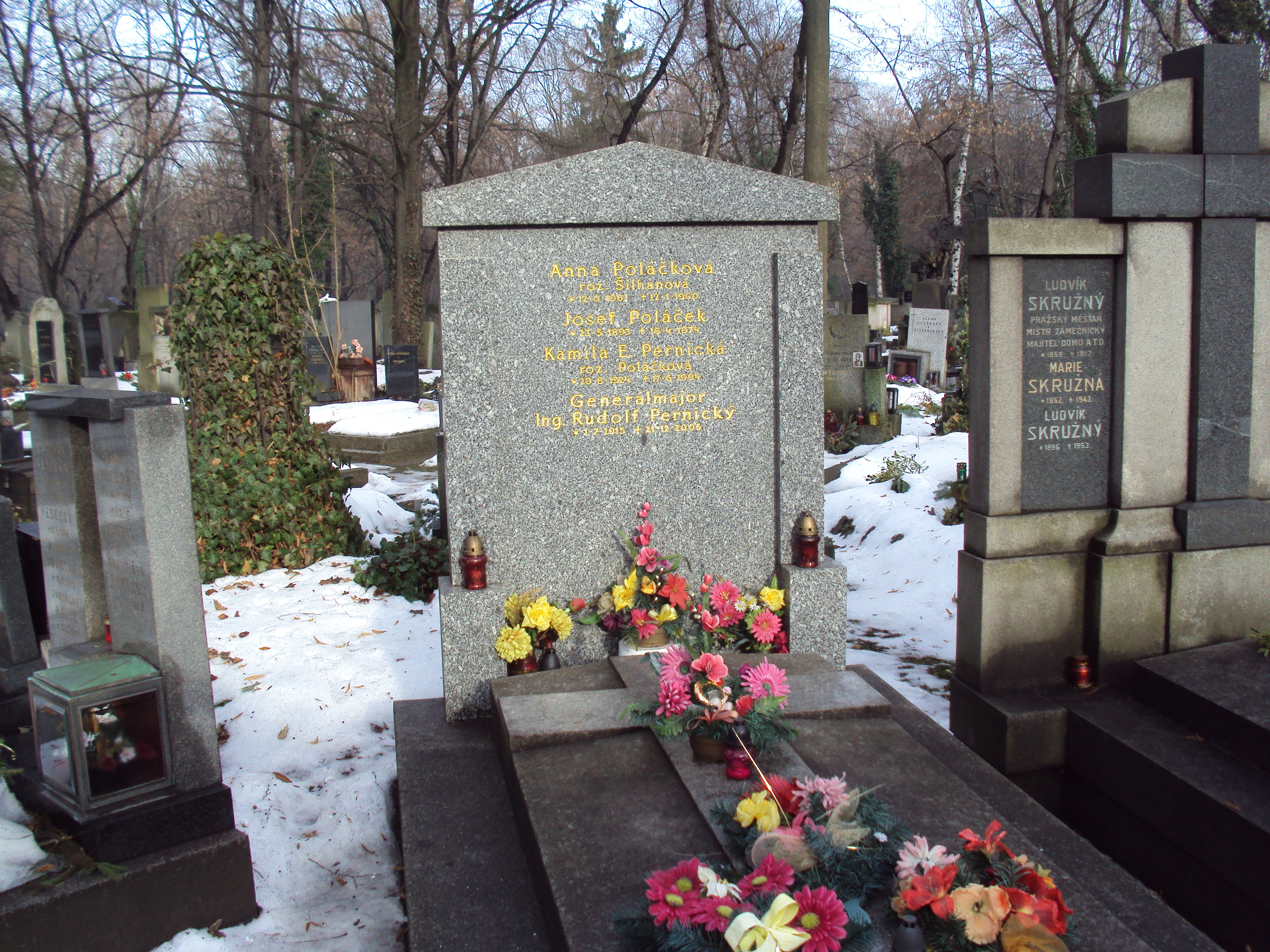
Hrob na Olšanském hřbitově

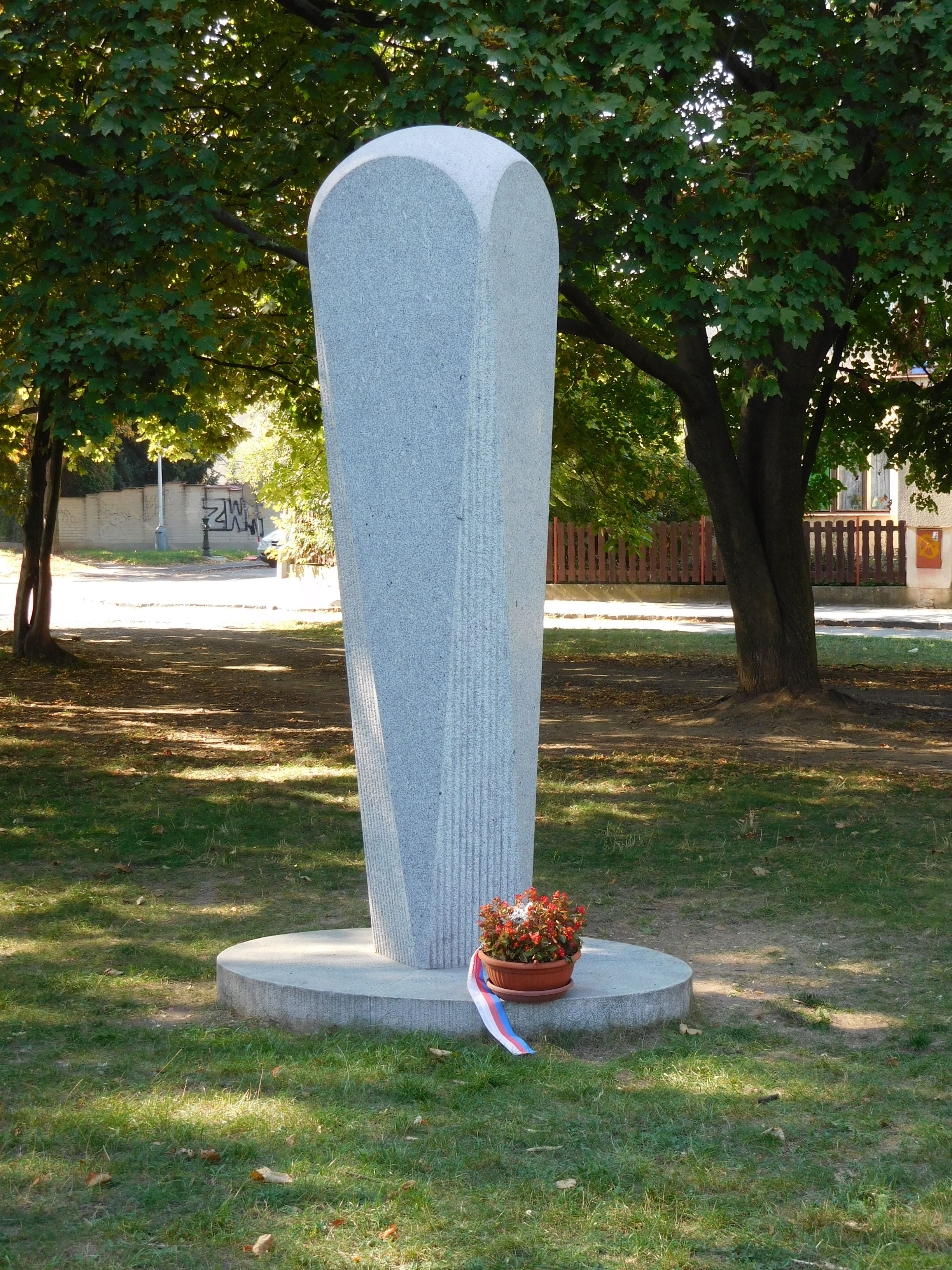
Pomník v Suchdole

## Řekli o něm
| „                | Byl nesmírně skromný, trpělivý. Uměl se až dětsky radovat z každé maličkosti, kterou mnozí ani nezaregistrovali. Miloval život a chtěl moc žít. Koupil si počítač, že bude mailovat s kamarády - a ti na něj nezapomínali. Byl nesmírně skromný - když mu jeho přítel a spolubojovník z Anglie chtěl poslat elektrický invalidní vozík, odmítl to. Nebudu se ulejvat, musím makat, říkal. A radostně přijal od Dany Zátopkové Emilův vozík a trénoval na budoucí výlety. Angličané, ti si ho nesmírně vážili. A byl velmi pyšný, když jej na ambasádě při jedné z mnoha návštěv vyznamenali zvláštním děkovným dekretem za jeho zásluhy v boji o Anglii. Moc se těšil, když jej přijel z Anglie čas od času navštívit jeho bývalý spolubojovník. Jakoby těmi vzpomínkami omládl. Nade všechno miloval koně a jeho jezdecké boty a rajtky i bičík - to byly jeho posvátné relikvie. Boty měl neustále vyleštěné, jakoby měl jít odpoledne na přehlídku. Prostě byl stále připraven, ale fyzicky na to už nestačil. Ale bojoval. A jeho poslední dva roky života, to pro něj vlastně bylo třetí světovou válkou, kterou nakonec přesně v den 61. výročí seskoku do milované vlasti prohrál. Byl to prostě člověk s velkým písmenem na začátku. A s nesmrtelnými vzpomínkami na něj každý, kdo ho poznal, bude vzpomínat do konce svého života. | “ |
| — Vojtěch Klečka | |   |

| „              | Jsem hrdá, že jsem s ním mohla strávit těch pár chvil, které jsem s ním strávila, a že jsem se mohla stát jeho posluchačkou. Rudolf Pernický byl opravdový bojovník. Byl to člověk, který zosobňoval všechny vlastnosti, které shrnujeme pod slovo čest. Čest a čestnost pro něj znamenaly všechno. Rád pomáhal lidem, měl lidi rád. Byl vynikajícím vypravěčem. Byl velice klidný a ohromně hodný člověk, který rád pomohl komukoliv. Na druhou stranu, pokud docházelo k jakémukoliv bezpráví, tak se proti tomu tvrdě postavil. A v tom bych viděla to slovo bojovník. Od začátku až do konce si vždycky šel za tím svým a věřil pravdě, kterou mu vštípili jeho rodiče. Moc miloval republiku. Byl v dobrém slova smyslu nacionálně založen. A myslím si, že slovo bojovník je pro něj to nejdůležitější. | “ |
| — Marie Matúšů | |   |

## Vyznamenání
- 1944  Pamětní medaile československé armády v zahraničí se štítky Francie a Velká Británie
- 1944  Československá medaile za zásluhy II. stupně
- 1945  Československý válečný kříž 1939
- 1945  Československá medaile za zásluhy I. stupně
- 1945  Československá medaile Za chrabrost před nepřítelem
- 1991  Řád Milana Rastislava Štefánika
- 1999  Záslužný kříž ministra obrany České republiky III. stupně
- 2005  Řád Bílého lva I. třídy vojenské skupiny[6]